# Tadoba National Park
Tadoba National Park är en nationalpark i Indien.   Den ligger i delstaten Maharashtra, i den centrala delen av landet, 1 000 km söder om huvudstaden New Delhi. Tadoba National Park ligger 238 meter över havet.